# Standish (condado de Cumberland)
Standish es un lugar designado por el censo ubicado en el condado de Cumberland en el estado estadounidense de Maine. En el Censo de 2010 tenía una población de 469 habitantes y una densidad poblacional de 67,62 personas por km².

## Geografía
Standish se encuentra ubicado en las coordenadas 43°44′7″N 70°33′9″O / 43.73528, -70.55250. Según la Oficina del Censo de los Estados Unidos, Standish tiene una superficie total de 6.94 km², de la cual 6.94 km² corresponden a tierra firme y (0%) 0 km² es agua.

## Demografía
Según el censo de 2010, había 469 personas residiendo en Standish. La densidad de población era de 67,62 hab./km². De los 469 habitantes, Standish estaba compuesto por el 98.51% blancos, el 0% eran afroamericanos, el 0% eran amerindios, el 0.43% eran asiáticos, el 0% eran isleños del Pacífico, el 0% eran de otras razas y el 1.07% pertenecían a dos o más razas. Del total de la población el 0% eran hispanos o latinos de cualquier raza.